# Zamaknjenje svete Terezije
Zamaknjenje svete Terezije (alternativno sveta Terezija v ekstazi; v italijanščini L'Estasi di Santa Teresa ali Santa Teresa in estasi) je osrednja kiparska skupina iz belega marmorja, postavljena v povišani edikuli v kapeli Cornaro, cerkve Santa Maria della Vittoria, Rim. Zasnoval in dokončal jo je Gian Lorenzo Bernini, vodilni kipar svojega časa, ki je oblikoval tudi postavitev kapele iz marmorja, štukature in barve. Na splošno velja za eno od kiparskih mojstrovin visokega rimskega baroka. Prikazuje Terezijo Avilsko.

## Naročilo
Celotno zasedbo je nadziral in dopolnil zreli Bernini v času pampilskega papeštva Inocenca X. Ko je Inocenc stopil na papeški prestol, se je izognil Berninijevim umetniškim storitvam; kipar je bil najljubši umetnik prejšnjega in razsipnega papeža Barberinija. Brez papeškega pokroviteljstva so bile storitve Berninijevega ateljeja na voljo pokrovitelju, kot je bil beneški kardinal Federico Cornaro (1579–1653).
Cornaro je za svojo pogrebno kapelo izbral doslej nepomembno cerkev diskriminiranih karmeličanov. (Opomba: Cornaro je imel razlog izogibati pokopu v Benetkah, saj ga je za kardinala imenoval papež Urban VIII., medtem ko je bil njegov oče Giovanni I. Cornaro dož, in povzročil grozo v njegovem domačem mestu, ki je družinam prepovedala istočasno opravljanje tako močnih položajev) Izbrano mesto za kapelo je bil levi transept, na katerem je bila prej podoba sv. Pavla v ekstazi, ki ga je nadomestila Berninijeva dramatizacija verske izkušnje, ki jo je doživela in jo povezala prva svetnica karmeličanka, ki je bila kanonizirana nedolgo pred tem, leta 1622. Dokončana je bila leta 1652 za takratno knežjo vsoto 12.000 scudov.
Terakotni model majhnega formata s približno 47 cm je nastal med letoma 1644 in 1647. Skulptura predstavlja prvo izvedbo projekta, pri čemer so še vedno vidni sledovi Berninijevih prstnih odtisov. Model pripada zbirki muzeja Ermitaž.

## Kiparska skupina in postavitev
Dve osrednji kiparski figuri omamljene redovnice in angela s sulico izhajata iz epizode, ki jo je v svoji avtobiografiji Življenje Tereze Jezusova (1515–1582) opisala Terezija Avilska, mistična zaprta diskriminirana karmeličanska reformatorka in redovnica. Njeno doživetje verskega zanosa ob srečanju z angelom je opisano tako:
V njegovi roki sem videla dolgo zlato kopje in na mestu železa se je zdelo, da je malo ognja. Zdelo se mi je, da mi ga je včasih zabodel v srce in prebodel mojo drobovje; ko ga je izvlekel, se je zdelo, da jih je izvlekel tudi on, in me pustil vso v ognju z veliko ljubeznijo do Boga. Bolečina je bila tako velika, da sem jokala; in vendar je bila tako sladka sladkost te pretirane bolečine, da se je nisem želela znebiti. Duša je zdaj zadovoljna z nič manj kot z Bogom. Bolečina ni telesna, ampak duhovna; čeprav ima telo v tem svoj delež. To je ljubkovanje ljubezni, tako sladko, ki se zdaj dogaja med dušo in Bogom, zato molim Boga za njegovo dobroto, da bi ga doživela, saj bi lahko mislil, da lažem.
Skupino razsvetljuje naravna svetloba, ki filtrira skozi skrito okno v kupoli okoliške edikule in jo podčrtajo pozlačeni štukaturni žarki. Tereza je prikazana, kako leži na oblaku in kaže, da je to božansko prikazovanje, ki smo mu priča. Na stranskih stenah se pojavijo druge priče; donatorski portreti darovalcev v naravni velikosti moških članov družine Cornaro, npr. kardinal Federico Cornaro in dož Giovanni I. Cornaro sta prisotna in prikazana, ko o dogodku razpravljata v loži kot v gledališču. Čeprav so figure izdelane iz belega marmorja, so edikule, stenske plošče in gledališke lože izdelane iz barvnega marmorja. Zgoraj je obok kapele freskiran z iluzionističnim nebom, napolnjenim s kerubi, s padajočo svetlobo Svetega Duha, ki je alegorizirana kot golob.
Umetnostni zgodovinar Rudolf Wittkower je zapisal:
Kljub slikovnemu značaju celotne zasnove je Bernini razlikoval med različnimi stopnjami resničnosti, zdi se, da so člani kapele Cornaro živi kot mi. Pripadajo našemu prostoru in našemu svetu. Nadnaravni dogodek Terezine vizije je povzdignjen v lastno sfero, odstranjeno od opazovalčeve predvsem zaradi ločevalne strehe in nebeške svetlobe.
- Galerija

## Interpretacija
Učinki so gledališki. družina Cornaro navidezno opazuje prizor iz svojih lož, kapela pa ponazarja trenutek, ko božanskost posega v zemeljsko telo. Caroline Babcock govori o Berninijevem združevanju čutnega in duhovnega užitka v "orgiastični" skupini kot namernem in vplivnem na umetnike in pisce tistega časa. Irving Lavin je dejal, da »transverberacija postane stična točka med zemljo in nebom, med materijo in duhom«. Kot poudarja Berninijev biograf Franco Mormando, čeprav je bil Berninijevo izhodišče pri upodabljanju Terezine mistične izkušnje njen opis, je bilo veliko podrobnosti o izkušnji, ki jih nikoli ni navedla (npr. položaj njenega telesa) in ki jih je Bernini preprosto priskrbel iz lastne umetniške domišljije, vse z namenom povečati skoraj transgresivno čutni naboj epizode: »Zagotovo se noben drug umetnik pri upodabljanju prizora pred Berninijem ali po njem ni upal toliko spremeniti svetnikove podobe.«

## Podobna Berninijeva dela
- Blažena Ludovica Albertoni (1671–1674) – San Francesco a Ripa, Rim.
- Mučeništvo svetega Lovrenca (1614–15) [11]
- Resnica, ki jo je razkril čas (1646–1652) - Galleria Borghese, Rim. [12]

## Vpliv
- Kip sv. Cecilija Stefana Maderna v istoimenski cerkvi (1600).
- Santa Rose iz Lime (1665) Melchiorre Caffà in njegovo Vnebovzetje svete Katarine.
- Francisco Aprile in Ercole Ferrata Sant'Anastasia v njeni istoimenski cerkvi v Rimu.
- Najbolj mednarodno uspešna češka underground skupina Ecstasy of Saint Theresa se je imenovala po kipu.
- Angeli in demoni, roman Dana Browna, ki kip navaja kot tretji »oltar znanosti« izmišljenih Iluminatov.
- Skulptura je predmet pesmi The Lie z albuma Peter Hammill The Silent Corner and the Empty Stage.[10]
- V filmu Infinite Jest avtorja Davida Fosterja Wallacea ima skulptura vlogo v filmografiji Jamesa O. Incandenze, mlajšega Wallacea, na to pa namiguje tudi v treh dodatnih prizorih, ki vključujejo Joelle.[11]
- Ulični umetnik Banksy je v enem od svojih del uporabil podobo svete Terezije, čeprav je odstranil angelsko podobo in dodal obrok hitre hrane.[12]
- Skulptura in njena podoba se pogosto omenjata v romanu Cutting for Stone, Abrahama Vergheseja.
- V psihoanalitičnih teorijah Jacquesa Lacana ima kip pomembno vlogo zaradi osrednje reference v njegovi knjigi Seminar XX: Encore. Lacan verjame, da kip pomaga izraziti njegovo teorijo o možnosti neskončnega in neznanega ženskega užitka, medtem ko moško uživanje opredeljujeta dokončnost in neuspeh. Nekatere naslovnice knjig XX.seminarja imajo sliko kipa na sprednji strani.